# Seznam španskih inženirjev
Seznam španskih inženirjev.

## B
- Rafael Benjumea (1876–1952)

## C
- Ildefons Cerdà (urbanist Barcelone)
- Juan de la Cierva y Codorníu (1895-1936)
- Manuel Jalón Corominas (1925-2011)

## E
- José Echegaray (1832-1916)

## H
- Emilio Herrera Linares (1879-1967)

## P
- Isaac Peral y Caballero (1851-1895)

## T
- Leonardo Torres y Quevedo (1852-1936)